# Condado de Blois

Brasão de Armas original do Condado de Blois

Brasão de Armas posterior do Condado de Blois

O Condado de Blois foi originalmente centrado em Blois, ao sul de Paris, França. Uma das principais cidades, além de Blois, foi Chartres. Blois foi associado com Champanhe, Châtillon (cujos senhores residiam em Blois), e mais tarde com a família real francesa, para quem o condado passou em 1391. Blois foi muito importante durante a Guerra dos Cem Anos, Joana d'Arc era de lá.
A extensão da região variou ao longo do tempo. A parte norte, perto da Normandia, foi alienada, por vezes, como o Condado de Chartres, mas os condes de Blois que o possuíram não utilizam um título em separado por este motivo. Essas terras foram finalmente vendidas à coroa Francesa por Joana de Châtillon em 1291. Em 1439, a área ao redor, Chateaudun, foi separada e deu origem ao Condado de Dunois, com João Dunois.

## Lista de Condes de Blois
- Guilherme (???–834)
- Eudo (834–865)
- Roberto (865–866)
- Varnegaldo (878–906), somente visconde
- Gelo (906–928), somente visconde
- Teobaldo I (928–975), somente visconde até 960
- Eudo I (975–995)
- Teobaldo II (995–1004)
- Eudo II (1004–1037), também Conde de Troyes
- Teobaldo III (1037–1089), também Conde de Troyes
- Estêvão Henrique (1089–1102), também Conde de Meaux
- Guilherme, o Simples (1102-1107), também Conde de Sully
- Teobaldo IV (1107–1152), também Conde de Champanhe[1]
- Teobaldo V (1152–1191)[1]
- Luís I (1191–1205)[1]
- Teobaldo VI (1205–1218)[1][2]
- Margarida (1218–1230)
  - Gualtério (1218–1230)
- Maria (1230–1241)
  - Hugo I (1230–1241)
- João I (1241–1279)
- Joana (1279–1292)
- Hugo II (1292–1307)
- Guido I (1307–1342)
- Luís II (1342–1346)
- Luís III (1346–1372)
- João II (1372–1381)
- Guido II (1381–1397)
- Luís I de Valois (1397–1407), também duque de Orléans
- Carlos I de Valois (1407–1465), também duque de Orléans
- Luís II de Valois (1465–1498), também duque de Orléans
- Ficou sob o domínio da coroa Francesa.
- Gastão (1626–1660), também duque de Orléans
- Ficou sob o domínio da coroa Francesa permanentemente.